# Тасіма Кодзо
Тасіма Кодзо (яп. 田嶋 幸三, нар. 21 листопада 1957, Кумамото —) — японський футболіст, що грав на позиції півзахисника.

## Клубна кар'єра
Грав за команду Фурукава Електрік.

## Виступи за збірну
Дебютував 1979 року в офіційних матчах у складі національної збірної Японії. У формі головної команди країни зіграв 7 матчів.

## Статистика
Статистика виступів у національній збірній.
| Збірна Японії | Збірна Японії | Збірна Японії |
| Роки          | Ігри          | голи          |
| ------------- | ------------- | ------------- |
| 1979          | 4             | 0             |
| 1980          | 3             | 1             |
| Усього        | 7             | 1             |